# Erasmo (nombre)
Erasmo es un nombre propio masculino de origen griego en su variante en español. Procede del griego Έράσμιος, de ἐράω (amar, desear), por lo que significa «amable, deseable». Su variante latina es Desiderius, Desiderio. San Erasmo, patrón de Gaeta, es conocido en Italia como Sant'Elmo, de donde deriva el nombre Telmo en español.

## Santoral
- 2 de junio: San Erasmo de Formia.
- 25 de noviembre: san Erasmo, mártir, obispo de Antioquía († 301).

## Variantes
- Femenino: Erasma, Telma.

### Variantes en otros idiomas
| Variantes en otras lenguas | Variantes en otras lenguas |
| -------------------------- | -------------------------- |
| Español                    | Erasmo, Telmo              |
| Alemán                     | Erasmus                    |
| Armenio                    | Էրազմ (Erazm)              |
| Catalán                    | Erasme                     |
| Checo                      | Erasmus                    |
| Corso                      | Erasmu                     |
| Danés                      | Erasmus                    |
| Euskera                    | Erasma                     |
| Finlandés                  | Erasmus, Rasmus            |
| Francés                    | Érasme                     |
| Georgiano                  | ერასმუსი (Erasmusi)        |
| Griego                     | Έρασμος (Erasmos)          |
| Húngaro                    | Erazmus                    |
| Inglés                     | Erasmus, Elmo              |
| Italiano                   | Erasmo, Elmo, Telmo        |
| Latín                      | Erasmus                    |
| Letón                      | Erasms                     |
| Lituano                    | Erazmas                    |
| Neerlandés                 | Erasmus                    |
| Noruego                    | Erasmus, Rasmus            |
| Polaco                     | Erazm                      |
| Portugués                  | Erasmo                     |
| Rumano                     | Erasmus                    |
| Ruso                       | Эразм (Erazm)              |
| Sueco                      | Erasmus, Rasmus            |